# Liste der Monuments historiques in Vouvant
Die Liste der Monuments historiques in Vouvant führt die Monuments historiques in der französischen Gemeinde Vouvant auf.

## Liste der Bauwerke
| Bezeichnung                       | Beschreibung | Standort | Kennzeichnung | Schutzstatus | Datum          | Bild           |
| --------------------------------- | ------------ | -------- | ------------- | ------------ | -------------- | -------------- |
| Kirche Notre-Dame-de-l’Assomption |              | (Lage)   | PA00110287    | Classé       | 1840 1940 1942 | weitere Bilder |
| Stadtbefestigung                  |              | (Lage)   | PA00110288    | Inscrit      | 1927 1984      | weitere Bilder |
| Alte Brücke                       |              | (Lage)   | PA00110289    | Inscrit      | 1927           |                |

## Liste der Objekte

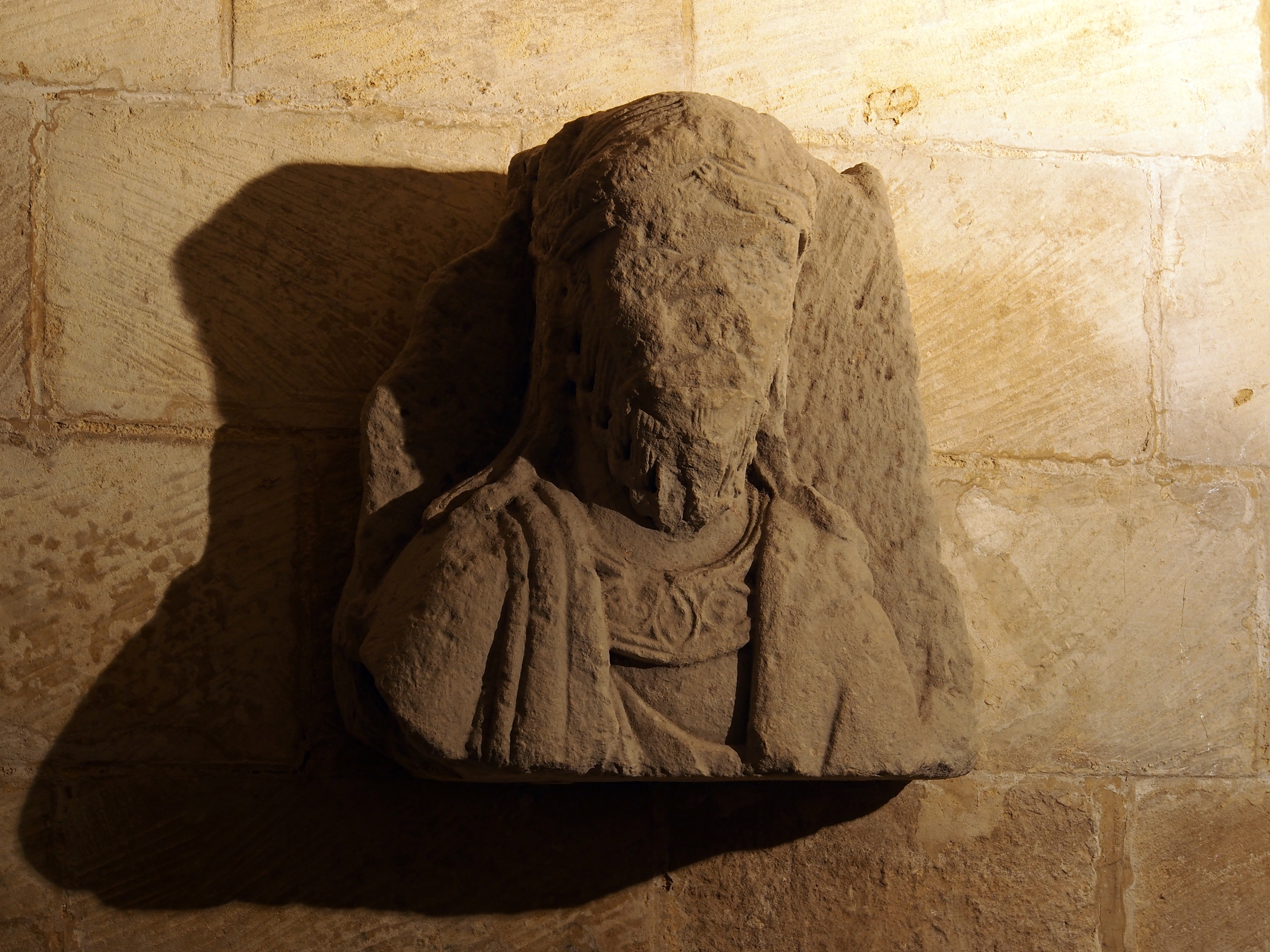
Steinbüste eines Ritters in der Kirche Notre-Dame-de-l’Assomption (12./13. Jahrhundert)

- Monuments historiques (Objekte) in Vouvant in der Base Palissy des französischen Kultusministeriums